# Берках (Тюрингия)
Берках (нем. Berkach) — посёлок в Германии, в земле Тюрингия.
Входит в состав района Шмалькальден-Майнинген. Подчиняется управлению Грабфельд. Население — 392 чел. Занимает площадь 7,55 км².

## Фотографии

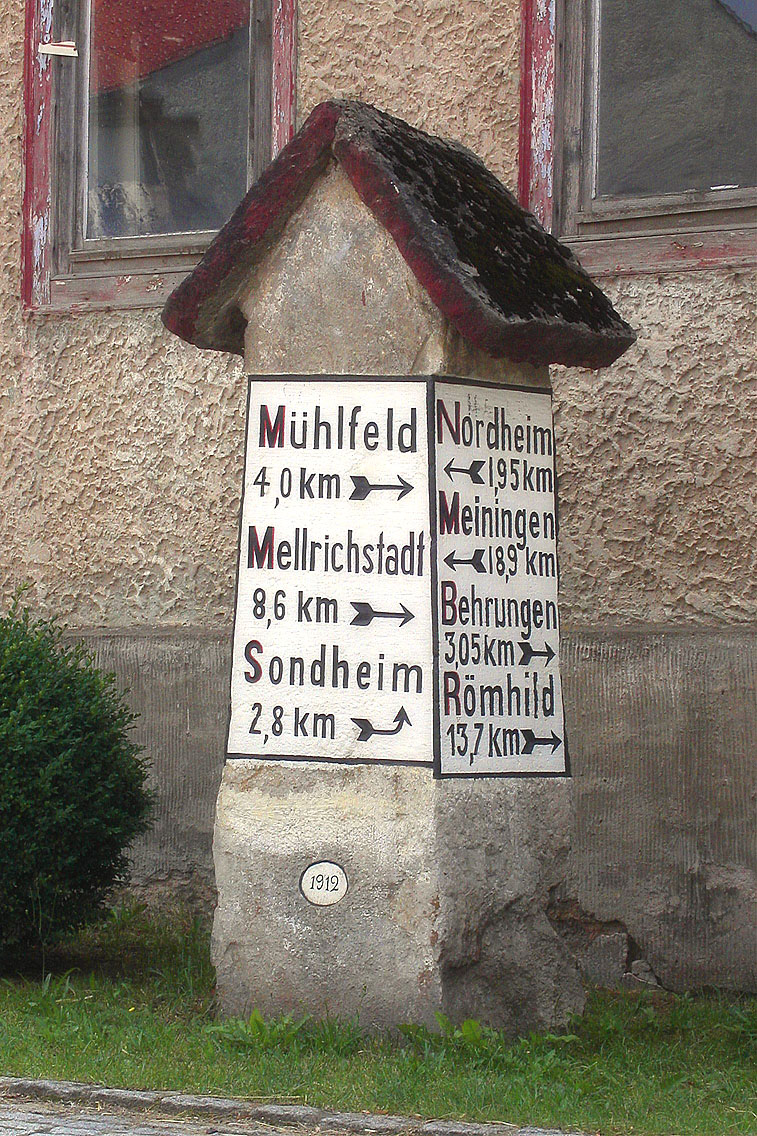
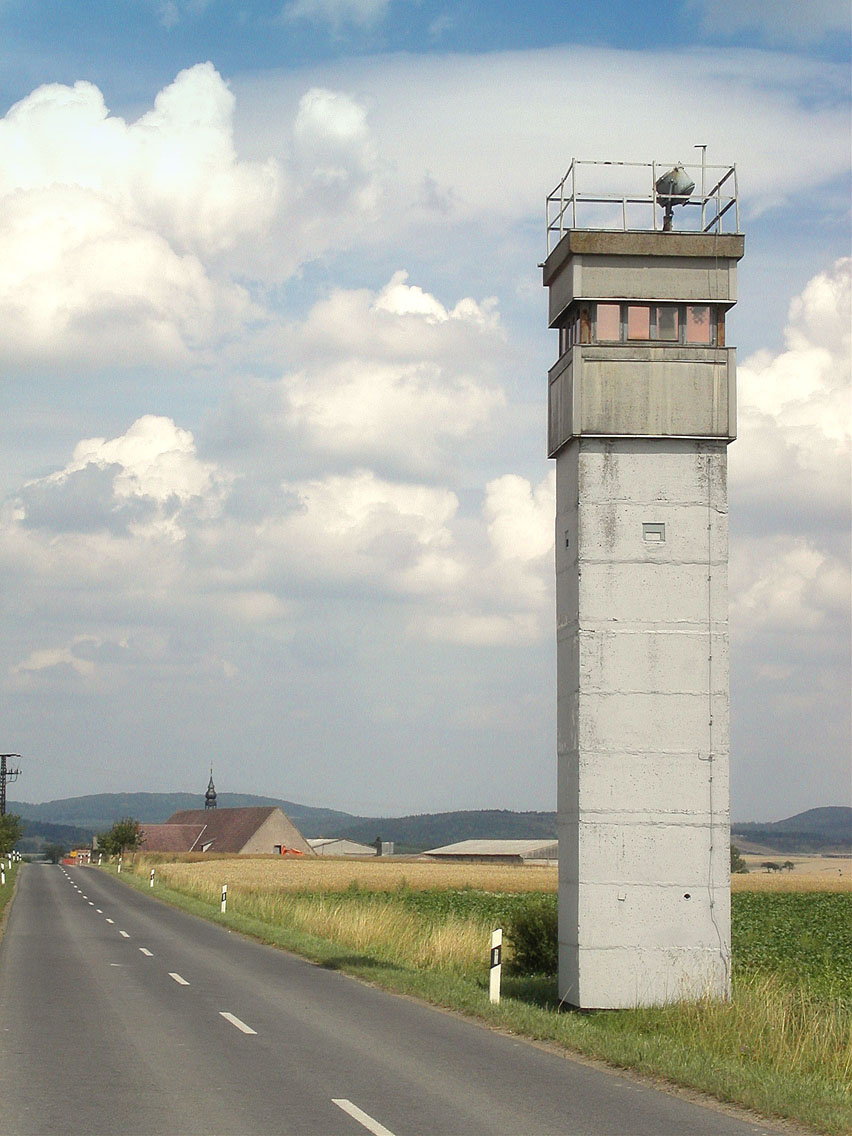